# Cúc chuồn

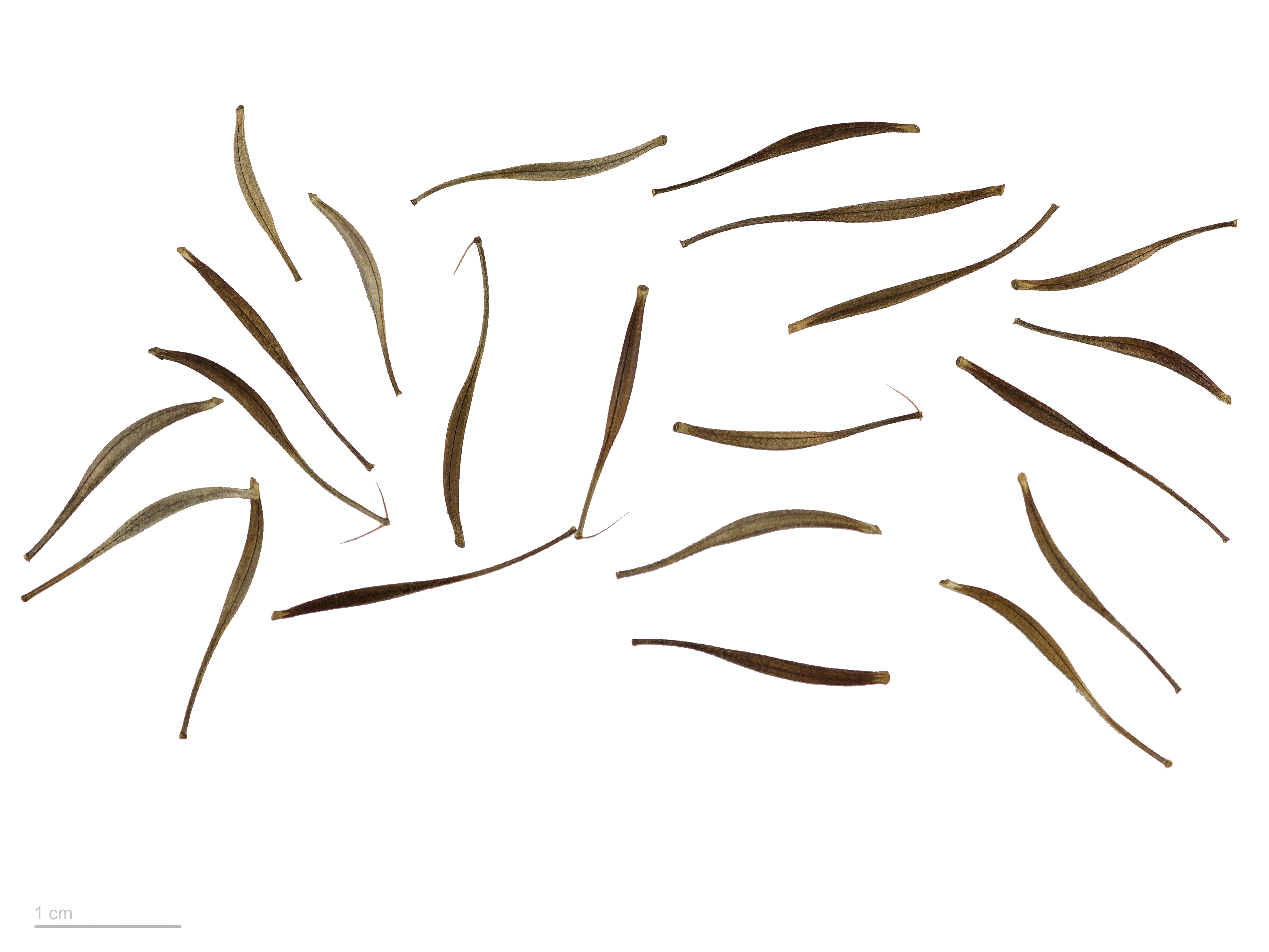
Cosmos sulphureus

Cúc chuồn hay còn gọi chuồn chuồn, cúc cánh chuồn, sao nhái vàng (danh pháp hai phần: Cosmos sulphureus) là một loài thực vật có hoa trong họ Cúc. Loài này được Cav. mô tả khoa học đầu tiên năm 1791.